# Куприянов, Павел Емельянович
Павел Емельянович Куприянов (бел. Павел Емяльянавіч Купрыя́наў; 29 июня 1908 — 9 ноября 1936) — участник гражданской войны в Испании 1936—1939 годов, командир танка Т-26 испанских республиканских войск, младший комвзвода, один из первых Героев Советского Союза — уроженцев Беларуси.

## Биография
Павел Куприянов родился 29 июня 1908 года в деревне Старинцы Дерновичской волости, Дриссенского уезда (современный Полоцкий район Витебской области) в семье крестьянина Куприянова Емельяна Андреевича. Был крещён в церкви святого Георгия в деревне Смоляки.
Бедность родителей и материальная нужда заставила работать с малых лет. В десять лет пошёл учиться в церковно-приходскую школу в деревне Смоляки. С 18 лет стал работать на железнодорожной станции Адамово (Полоцкий район).
С 1929 года служил в Красной Армии, в том же году окончил школу младших командиров. После того, как окончился срок действительной службы, Павел Куприянов остался на сверхсрочную — служил командиром танка в 4-й отдельной механизированной бригаде Белорусского военного округа, базировавшейся в Киселевичах, под Бобруйском.
В 1936 году участвовал в гражданской войне в Испании. Прибыл в Испанию 13 октября 1936 года на теплоходе «Комсомол» с первой группой добровольцев-танкистов в составе роты Поля Армана. 29 октября участвовал в первом в мире танковом сражении у населённого пункта Сесения (30 км южнее Мадрида). Неоднократно участвовал в танковых атаках в следующие дни по направлению Сесенья — Эскивиас — Торрейон де Веласко — Вальдеморо. Экипаж его Т-26 за несколько дней истребил два танка, восемь орудий, около двухсот солдат и офицеров противника. 9 ноября в бою возле парка «Касса-дель-Кампо» в результате прямого попадания противотанковой артиллерии танк Куприянова был подбит. Весь экипаж танка погиб.
Постановлением Центрального исполнительного комитета СССР от 31 декабря 1936 года за образцовое выполнение специальных заданий Правительства по укреплению оборонной мощи Советского Союза и проявленный в этом деле героизм младшему комвзвода Куприянову Павлу Емельяновичу было присвоено звание Героя Советского Союза посмертно. Является одним из первых Героев Советского Союза — уроженцев Белоруссии (вместе с Николаем Селицким).

## Награды
- Медаль «Золотая Звезда» Героя Советского Союза
- Орден Ленина

## Память
- Именем Павла Куприянова названа одна из улиц в Полоцке.
- На Аллее Героев в Военной академии Республики Беларусь в его честь установлен памятный знак.
- Приказом Министра обороны Белоруссии Павел Куприянов был навечно зачислен в списки танкового взвода общевойскового факультета Академии[4].
- На железнодорожной станции Адамово (Полоцкий район), где с 1926 года по 1929 год работал Павел Куприянов, установлен памятник.
- Ежегодно историко-краеведческий музей организует велопоход «По следам Героя» (проходит через усадьбу семьи Куприяновых)[7].
- Имя Героя присвоено базовой школе в аг. Матюши Полоцкого района Витебской области[8]. Одна из экспозиций в школьном музее посвящена П. Е. Куприянову. На здании школы установлена мемориальная доска.